# Stazione di Grono
La stazione di Grono era una stazione ferroviaria posta lungo la ex linea ferroviaria a scartamento ridotto Bellinzona-Mesocco chiusa nel 1972, era a servizio del comune di Grono.

La stazione nel 1971

## Storia
La stazione aperta il 6 maggio 1907, della prima tratta da Bellinzona a Lostallo per il completamento della linea Bellinzona-Mesocco e chiusa il 27 maggio 1972 al traffico viaggiatori. Dal 1995 venne riattivata insieme alla tratta fra Castione e Cama al traffico turistico e dismessa definitivamente il 27 ottobre 2013.

## Strutture ed impianti
Era costituita da un fabbricato viaggiatori e due binari. Solo il fabbricato viaggiatori è ancora presente mentre i due binari sono stati smantellati.